# .300 Remington Ultra Magnum
.300 Remington Ultra Magnum, також відомий як .300 Ultra Mag, 7,62×72 мм або .300 RUM — гвинтівковий набій калібру 7,62 мм (.308 inch), який було представлено компанією Remington Arms в 1999 році. .300 Remington Ultra Magnum є одним з найпоширеніших комерційних набоїв магнум .30 калібру, які зараз випускають. Гільза набою зі зменшеним фланцем без пояску, Набій можна використовувати для полювання на всю велику дичину Північної Америки, а також можна використовувати для стрільби на дальні відстані. Об'ємом гільзи серед комерційних набоїв .30 калібру, набій .300 Remington Ultra Magnum поступається лише набою .30-378 Weatherby Magnum.

## Історія
На початку 1980-х років Одрі Вайт та Нобуро Уно з компанії North American Shooting Systems (NASS), яка розташована в Британській Колумбії в Канаді, почали експериментувати з набоєм .404 Jeffery, зменшивши конусність та обтиснувши дульце до різних калібрів, таких як 7 мм, .308, 311, 338, 9.3 мм та .375. Ці набої були відомі під різними назвами, наприклад Канадський магнум або Імперський магнум. Гвинтівки було зроблено на базі гвинтівки Remington Model 700 Long Actions з прикладом McMillan. Набої було виготовлено з гільз .404 Jeffery з повернутим вниз фланцем, зменшеним конусом і гострими виступами.
Компанії Remington та Dakota Arms придбали розроблені Нобуро Уно гільзи для власних експериментів та розробки набою. В 1999 році компанія Remington випустила першу серію набої схожих на Канадський Магнум, але з дещо ширшим тілом, збільшеним конусом та меншими плечами і назвали його .300 Remington Ultra Magnum. Компанія Dakota також випустила власну версію набоїв, але вони не обернули вниз фланець і вкоротили гільзу для використанні у стандартній зброї. Компанія Remington теж розробила власні вкорочені версії набою Ultra Magnum, які отримали назву Remington Short Action Ultra Magnum або скорочено RSAUM.

## Конструкція та специфікація
Набій .300 Remington Ultra Magnum є частиною серії набоїв Remington Ultra Magnum. Його розробили на основі набою .404 Jeffery, який використовували для розробки Канадського магнуму. Оскільки набої має ширше тіло ніж набої магнум з пояском створені на базі гільз .375 H&amp;H, ці набої мають більший об'єм гільзи ніж такі самі набої магнум з пояском, наприклад 7 mm Shooting Times Westerner, .300 Weatherby Magnum, .340 Weatherby Magnum та .375 Ackley Improved.
Набій .300 RUM має зменшений фланець, як набій .300 Canadian Magnum, що дозволяє використовувати набій в гвинтівці Remington M700 без збільшення затвора та діаметра лиця затвора. На відміну від набоїв магнум з пояском, які було створено на основі набою .375 H&H Magnum, набій .300 RUM не має пояску. При всіх однакових умовах набій без пояска буде заряджатися надійніше і плавніше ніж набій з пояском. Крім того, оскільки дзеркальний зазор набою без пояска розраховується по його плечу, такий набій має переваги в точності і тривалості терміну служби гільзи.

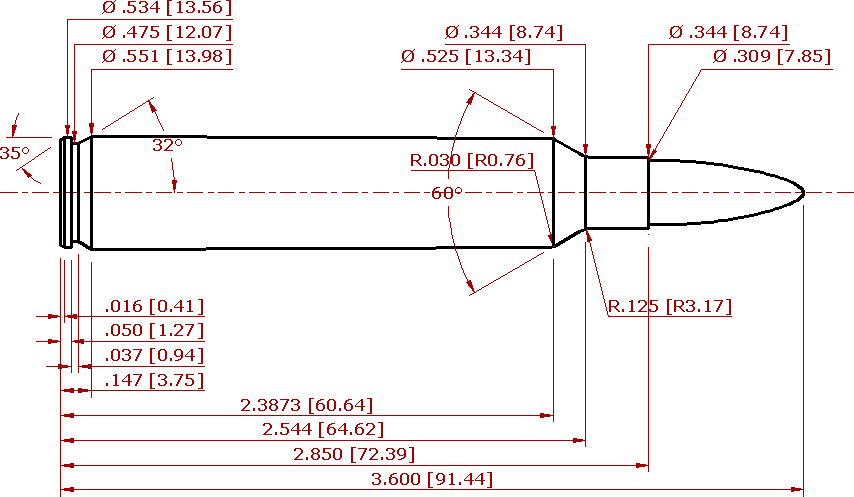
Схема набою .300 Remington Ultra Magnum, відповідного вимогам SAAMI. Всі розміри вказані в дюймах міліметрах.

SAAMI рекомендує ствол з 6 канавками з кроком нарізів один оберт на 250 мм. Ствол може мати ширину канавки 2,9 мм. Діаметр ствола зазначено 7,6 мм, а по канавкам — 7,8 мм. Максимальний об'єм гільзи становить 122,5 гран води (7,30 см3). Рекомендований SAAMI максимальний середній тиск 65 000 psi (4 500 бар).
Гільзи Ремінгтон ультра магнум була зроблена дещо ширшою ніж гільза .404 Jeffery на 0,15 мм. Стінки гільзи зроблені товщими, щоб витримати високий тиск нового набою, оскільки набій Jeffery мав максимальний середній тиск 3 650 бар (52 900 psi).

## Продуктивність

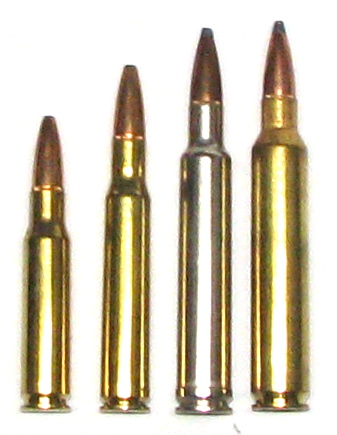
Зліва направо: .308 Winchester, .30-06 Springfield, .300 Weatherby Magnum, .300 Remington Ultra Magnum

Набої Remington .300 RUM представлені в трьох рівнях потужності. Перший рівень повторює набій .30-06 Springfield, другий рівень схожий на .300 Winchester Magnum, а третій рівень є найпотужнішим і містить повний заряд. Remington пропонує максимальну потужність (Третій рівень потужності) набоїв .300 Remington Ultra Magnum при вазі в 9,7 г зі швидкістю 1050 м/с, 12 г зі швидкістю 990 м/с та 13 г зі швидкістю 924 м/с. Це одні з найвищих швидкостей серед серійних набоїв .30 калібру.
| Набій | Критерії     | Дулова швидкість           | 91 м                       | 180 м                      | 270 м                      | 370 м                      | 460 м                      |
| Premier Scirocco Bonded 150 гранів (9,7 г) PR300UM5                                                                                 | Швидксть     | 3 450 фут/с (1 050 м/с)    | 3 211 фут/с (979 м/с)      | 2 985 фут/с (910 м/с)      | 2 769 фут/с (844 м/с)      | 2 564 фут/с (782 м/с)      | 2 369 фут/с (722 м/с)      |
| Premier Scirocco Bonded 150 гранів (9,7 г) PR300UM5                                                                                 | Енергія      | 3 964 фут⋅фунтс (5 374 Дж) | 3 434 фут⋅фунтс (4 656 Дж) | 2 967 фут⋅фунтс (4 023 Дж) | 2 554 фут⋅фунтс (3 463 Дж) | 2 190 фут⋅фунтс (2 970 Дж) | 1 869 фут⋅фунтс (2 534 Дж) |
| Premier Scirocco Bonded 150 гранів (9,7 г) PR300UM5                                                                                 | Падіння кулі | −1,5 дюйм (−3,8 см)        | 2,6 дюйм (6,6 см)          | 3,2 дюйм (8,1 см)          | 0 дюйм (0 см)              | −7,8 дюйм (−20 см)         | −20,9 дюйм (−53 см)        |
| Premier Scirocco Bonded 180 гранів (12 г) PR300UM3                                                                                  | Швидкість    | 3 250 фут/с (990 м/с)      | 3 051 фут/с (930 м/с)      | 2 860 фут/с (870 м/с)      | 2 677 фут/с (816 м/с)      | 2 502 фут/с (763 м/с)      | 2 334 фут/с (711 м/с)      |
| Premier Scirocco Bonded 180 гранів (12 г) PR300UM3                                                                                  | Енергія      | 4 221 фут⋅фунтс (5 723 Дж) | 3 719 фут⋅фунтс (5 042 Дж) | 3 268 фут⋅фунтс (4 431 Дж) | 2 864 фут⋅фунтс (3 883 Дж) | 2 501 фут⋅фунтс (3 391 Дж) | 2 177 фут⋅фунтс (2 952 Дж) |
| Premier Scirocco Bonded 180 гранів (12 г) PR300UM3                                                                                  | Падіння кулі | −1,5 дюйм (−3,8 см)        | 2,9 дюйм (7,4 см)          | 3,6 дюйм (9,1 см)          | 0 дюйм (0 см)              | −8.5 in (−22 cm)           | −22,5 дюйм (−57 см)        |
| Premier A-Frame 200 гранів (13 г) RS300UM2                                                                                          | Швидкість    | 3 032 фут/с (924 м/с)      | 2 793 фут/с (851 м/с)      | 2 566 фут/с (782 м/с)      | 2 352 фут/с (717 м/с)      | 2 148 фут/с (655 м/с)      | 1 954 фут/с (596 м/с)      |
| Premier A-Frame 200 гранів (13 г) RS300UM2                                                                                          | Енергія      | 4 082 фут⋅фунтс (5 534 Дж) | 3 464 фут⋅фунтс (4 697 Дж) | 2 924 фут⋅фунтс (3 964 Дж) | 2 456 фут⋅фунтс (3 330 Дж) | 2 049 фут⋅фунтс (2 778 Дж) | 1 695 фут⋅фунтс (2 298 Дж) |
| Premier A-Frame 200 гранів (13 г) RS300UM2                                                                                          | Падіння кулі | −1,5 дюйм (−3,8 см)        | 3,7 дюйм (9,4 см)          | 4,5 дюйм (11 см)           | 0 дюйм (0 см)              | −10,8 дюйм (−27 см)        | −29,2 дюйм (−74 см)        |
| Гвинтівка націлена на 2,5 см вище за вісь ствола. Висота 30 м. Температура 15 С. Значення надані Big Game Info Ballistic Calculator |              |                            |                            |                            |                            |                            |                            |

Набій .300 RUM є найкращим для стрільби на далекі відстані при цьому зберігаючи корисний рівень енергії. Завдяки високій швидкості куля має менше падіння у порівнянні з більшістю набоїв .30 калібру (7,62 мм).
Серед серійних набоїв .30 калібру (7,62 мм) лише набій .30-378 Weatherby Magnum перевершує набій .300 Remington Ultra Magnum. Заводський заряд набою .30-378 Weatherby Magnum дає швидкість на 46-61 м/с вищу за швидкість набою .300 RUM при однаковій вазі кулі. Проте, набій .30-378 Weatherby Magnum вважають найбільшим надкаліберним серійним спортивним набоєм і він не є таким ефективним як набій .300 RUM. Частково через надмірний кульовий вхід, заявлені компанією Weatherby швидкості є результатом довжини кульового входу. Якби патронник дозволив би кулі дістатися до поля нарізів великі набої Weatherby одразу показали великий тиск.

## Спортивне використання
Набій .300 Remington Ultra Magnum було створено в якості мисливського набою для полювання на великих відстанях і за цими показниками він перевищує більшість набої. Він здатен вистрілювати важкими кулями з високим поперечним перетином на високій швидкості, зберігаючи при цьому енергію, що дозволяє вести стрільбу на більших відстанях ніж менш потужні набої, такі як .30-06 Springfield та навіть .300 Winchester Magnum.